# 크로스로드 (2002년 영화)
《크로스로드》(영어: Crossroads)는 브리트니 스피어스 주연의 2002년 십대 로드 코미디 드라마 영화이다.

## 줄거리
루시(브리트니 스피어스 분), 성폭행으로 임신한 후 왕따가 된 미미(테린 매닝 분), 킷(조이 살다나 분)은 어린 시절 소꿉친구였으나 서로 다른 환경 속에서 자란 탓에 지금은 서먹해졌다.
하지만 졸업식 파티가 있던 날 밤, 세 명은 초등학교 시절에 묻은 타임캡슐 상자가 있는 곳으로 모인다. 그리고 미미의 제안으로 함께 여행을 떠나기로 한다. 루시는 헤어진 엄마를 만나려고 하고, 미미는 태평양에 발을 담가보고 싶어하고, 킷은 로스앤젤레스에서 약혼자를 만나려고 한다.
이들은 밴드 연주자인 벤(앤슨 마운트 분)의 차를 얻어 타고 같이 여행길에 오른다. 루시는 벤이 살인 혐의로 복역했었다는 소문을 듣고 경계하다가 사실이 아님을 알고는 점차 그에게 호감을 느끼게 된다.
힘든 여정을 거쳐 투손에 도착한 루시는 일행과 헤어져 엄마(킴 커트랠 분)를 만난다. 하지만 이미 재혼해 두 아들까지 둔 엄마는 그녀를 냉대한다. 이에 상처를 입은 루시는 일행이 묵고 있는 모텔로 돌아온다.
벤의 따뜻한 위로를 받은 루시는 기운을 차리고 일행과 함께 로스앤젤레스로 향한다. 루시는 벤과 사랑에 빠지고 아버지의 희망에 반하여 가수 오디션을 보러 간다.

## 출연
- 브리트니 스피어스 - 루시 와그너 역
  - 제이미 린 스피어스 - 어린 루시 역
- 앤슨 마운트 - 벤 킴블 역
- 조이 살다나 - 킷 역
- 테린 매닝 - 미미 역
- 킴 커트랠 - 캐럴라인 역
- 댄 애크로이드 - 피트 와그너 역
- 저스틴 롱 - 헨리 역
- 베벌리 존슨 - 킷의 어머니 역
- 데이비드 "그루버" 앨런 - 바 손님 역
- 볼링 포 수프 - 졸업식 밴드 역

## 기타 제작진
- 총괄 제작: 데이비드 게일

## 사운드트랙
사운드트랙 음반에는 브리트니 스피어스의 노래가 2곡 수록되었다.
1. 브리트니 스피어스 - "I Love Rock 'n' Roll"(karaoke sing-along version)
2. 미스티컬 - "Shake It Fast"
3. 매슈 스위트 - "Girlfriend"
4. 자스 오브 클레이 - "Unforgetful You"
5. 볼링 포 수프 - "Greatest Day"
6. 브리트니 스피어스 - "Overprotected"(JS16 Remix)